# Marie-Anne Martinet
Pour les articles homonymes, voir Martinet.
Marie-Anne Martinet, née le 14 mai 1814 à Cordieux (aujourd'hui commune associée de Montluel), dans l'Ain, et morte le 4 avril 1875 à Auberive, dans la Haute-Marne, est connue pour être l'épouse et la complice de Martin Dumollard, tueur en série du XIXe siècle, dans l'Ain.

## Biographie

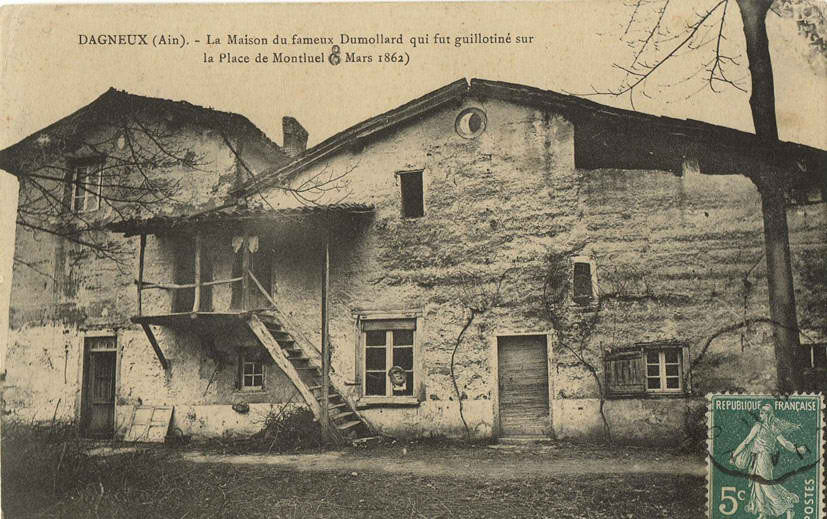
La maison des Dumollard, à Dagneux, en mars 1862.

Marie-Anne Martinet rencontre Martin Dumollard, avec lequel elle se marie le 29 juin 1840. Les jeunes mariés s'établissent dans le village du Montellier, dans la région de la Côtière, puis à Dagneux.
L'enquête prouvera que  Marie-Anne Martinet était complice des crimes de son mari ; en février 1862, elle est condamnée à 20 ans de travaux forcés. Ordre est donné qu'elle effectue sa peine à la maison centrale de femmes d'Auberive dans la Haute-Marne. Cette prison pour femmes était installée dans l'abbaye d'Auberive. Marie-Anne Martinet y meurt en 1875.